# Idem est non esse et non probari
Idem est non esse et non probari è una locuzione latina che significa letteralmente è la stessa cosa non essere e non mostrarsi.
L'espressione vuole intendere, soprattutto in alcuni ragionamenti di carattere filosofico, che l'esistenza non può dirsi compiuta e fattiva se non è dimostrato (nel senso di di-mostrare, ovvero di presentarsi) che queste stesse cose siano realmente accadute.
Nel diritto, la frase viene utilizzata per indicare che "non essere e non essere dimostrato è la stessa cosa", cioè che in un processo la prova ha un'importanza essenziale.